# یواس‌اس تیمبالیر (ای‌وی‌پی-۵۴)
یواس‌اس تیمبالیر (ای‌وی‌پی-۵۴) (به انگلیسی: USS Timbalier (AVP-54)) یک کشتی بود که طول آن ۳۱۱ فوت ۸ اینچ (۹۵٫۰۰ متر) بود. این کشتی در سال ۱۹۴۳ ساخته شد.